# Milt Larkin
Milt(on) Larkin (* 10. Oktober 1910 in Navasota, Texas; † 31. August 1996 in Houston, Texas) war ein US-amerikanischer Jazz-Trompeter.

## Leben
Der Autodidakt Larkin trat in Texas mit Musikern wie Chester Boone und Giles Mitchell (Birmingham Blue Blowers) auf. Von 1936 bis 1942 leitete er eine Territory Band, der spätere Größen wie Illinois Jacquet, Arnett Cobb, Eddie „Cleanhead“ Vinson, und Wild Bill Davis angehörten. 1942 trat die Band, die bundesweit auf Tournee war, in Chicago mit T-Bone Walker auf. Die Band wurde damals mit den Orchestern von Jimmie Lunceford und Cab Calloway verglichen. Larkin weigerte sich wegen der diskriminierend geringen Entlohnung für afroamerikanische Musiker durch die Plattenlabels, ins Aufnahmestudio zu gehen.
Von 1943 bis 1946 war Larkin bei der US-Army, wo er einer Militärband unter Sy Oliver angehörte und das Ventilposaunespiel erlernte. Nach dem Militärdienst nahm er seinen „Chicken Blues“ auf und leitete weitere Bands (darunter The X-Rays), mit denen er auf Tournee war. Sein Trompetenspiel ist auch auf Arnett Cobb Album Flower Garden Blues/Big League Blues von 1947 dokumentiert. Seit 1956 lebte er in New York City, wo er die Band des Harlem’s Apollo Theater leitete und häufig mit einem eigenen Septett im Celebrity Club auftrat. Seit 1977  wirkte er wieder in Houston als Bandleader; er wurde Ehrenvorsitzender der Milt Larkin Jazz Society und Leiter der Organisation Get Involved Now, die sich der Förderung junger Jazzmusiker widmete.